# Éric Woerth
Éric Woerth (Creil, Pikárdia, Franciaország, 1956. január 29. –) francia politikus.
2007 és 2010 között költségvetési miniszter, majd munkaügyi miniszter volt az első két François Fillon-kormányban, 1995 és 2017 között Chantilly polgármestere volt.
2017 és 2022 között az Országgyűlés Pénzügyi Bizottságának alelnöke és elnöke. 2022-ben bejelentette, hogy elhagyja a Les Républicainst, hogy Emmanuel Macront támogassa, és az Ensemble zászló alatt újraválasztották. 2022. június 29-től az Országgyűlés biztosa.
Éric Woerth a Paris 2 Panthéon-Assas Egyetemen, a HEC Paris-on és a Sciences Po-n szerzett diplomát.